# Lapillus
Lapillus (кор. 라필루스, Rapilruseu; стилізується великими літерами) — південнокорейський жіночий гурт, сформований та керований MLD Entertainment. Гурт складається з шести учасниць: Шанті, Шана, Юе, Бессі, Совон і Хаин. Вони дебютували 20 червня 2022 року з цифровим сингл-альбомом Hit Ya!.

## Назва
На ексклюзивній прес-конференції для філіппінських медіа-мереж ABS-CBN і CNN Philippines лідерка гурту Шана пояснила, що назва їхнього гурту походить від латинського слова. «[Це означає] особливий камінь або дорогоцінний камінь, який сяє різними кольорами залежно від напрямку світла», — сказала вона.

## Кар'єра

### До дебюту
Шана була учасницею групи J на шоу Girls Planet 999 і посіла 16 місце в загальному заліку. Шанті — колишня актриса, яка працювала під керівництвом Star Magic на Філіппінах і раніше знімалася в таких драмах, як Hiwaga ng Kambat, I Got You та Starla. З грудня 2021 року по серпень 2022 року Шанті віла на YouTube шоу під назвою ChanSha World, у якому пара грала в ігри та виконувала завдання, що дозволило фантам дізнатися більше про гурт перед їхнім дебютом.

### 2022–донині: Знайомство та дебют ізHit Ya!
16 травня 2022 року MLD Entertainment оголосили, що вони дебютують з новою жіночою групою вперше після їх останнього запуску Momoland у 2016 році. Учасники були представлені парами з 23 по 25 травня, починаючи з Шани та Хаин, потім Совон та Юе і, нарешті, Бессі та Шанті. Реклама дебютного альбому гурту почалася 13 червня 2022 року з оголошення назви альбому, а також тизерів, відео та реклами. Перший жіночий гурт, яка дебютував під лейблом MLD Entertainment за шість років, Lapillus випустила свій дебютний цифровий сингл-альбом Hit Ya!, 20 червня 2022 року, що складається з однойменної заголовної пісні та інструментальної композиції. Перший виступ Lapillus у музичному шоу відбувся 23 червня 2022 року в програмі M Countdown Mnet.
31 серпня 2022 року було оголошено, що 22 вересня 2022 року Lapillus випустить свій перший мініальбом під назвою Girl's Round Part.1 з головним синглом «Gratata».
8 грудня 2022 MLD Entertainment оголосили, що Бессі тимчасово не буде брати участь у діяльності гурту через стан здоров'я.
19 січня 2023 MLD Entertainment повідомили, що Шанті тимчасово не буде брати участь у діяльності гурту через проблеми зі здоров'ям.
7 червня гурт опублікував тізер свого майбутнього другого мініальбому Girl's Round Part. 2, вихід якого було заплановано на 21 червня.
10 червня гурт оголосив про свої плани дебютував на японському ринку зі їхнім першим японським синглом «Who's Next (Japanese Ver.)» 2 серпня 2023.

## Учасниці
| Сценічний псевдонім | Сценічний псевдонім | Сценічний псевдонім | Справжнє ім'я       | Справжнє ім'я        | Справжнє ім'я           | Дата народження             | Позиція у гурті                        | Місце народження        |
| Українською         | Латиницею           | Хангилем            | Українською         | Латиницею            | Хан. / Кан.             | Дата народження             | Позиція у гурті                        | Місце народження        |
| ------------------- | ------------------- | ------------------- | ------------------- | -------------------- | ----------------------- | --------------------------- | -------------------------------------- | ----------------------- |
| Шана                | Shana               | 샤나                | Нонака Шана         | Nonaka Shana         | 노나카 샤나 / 野仲 紗奈 | 13 березня 2003 (22 роки)   | Лідерка, вокалістка                    | Коті, Японія            |
| Шанті               | Chanty              | 샨티                | Марія Шантал Відела | Maria Chantal Videla | 마리아 샹탈 비델라      | 15 грудня 2002 (22 роки)    | Вокалістка                             | Маніла, Філіппіни       |
| Юе                  | Yue                 | 유에                | Ненсі Янг           | Nancy Yang           | 양                      | 3 липня 2004 (20 років)     | Вокалістка, танцюристка                | Каліфорнія, США         |
| Бессі               | Bessie              | 베시                | Кім Сюзанна         | Kim Susanna          | 김수산나                | 15 липня 2004 (20 років)    | Головна вокалістка, реперка            | Чханвон, Південна Корея |
| Совон               | Seowon              | 서원                | Чан Совон           | Jang Seowon          | 장서원                  | 5 грудня 2006 (18 років)    | Вольги-дон, Квансан-гу, Південна Корея |                         |
| Хаин                | Haeun               | 하은                | Ім Хаин             | Lim Haeun            | 임하은                  | 2 листопада 2008 (16 років) | Гумі, Кенсан-Пукто, Південна Корея     |                         |

## Дискографія

### Мініальбоми
| Назва                                                          | Деталі | Пікові позиції у чартах | Продажі                 |
| Назва                                                          | Деталі | KOR                     | Продажі                 |
| -------------------------------------------------------------- | --- | ----------------------- | ----------------------- |
| Girl's Round Part.1                                            | - Реліз: 22 вересня 2022 - Лейбл: MLD Entertainment - Формат: цифрове завантаження, стриминг, SMC Трек-лист 1. «Gratata» 2. «Burn with Love» 3. «Queendom» 4. «Hit Ya!» 5. «Gratata» (instrumental)                | 71                      | - Південна Корея: 1,730 |
| Girl's Round Part.2                                            | - Реліз: 21 червня 2023 - Лейбл: MLD Entertainment - Формат: CD, цифрове завантаження, стриминг Трек-лист 1. «Who's Next» 2. «Marionette» 3. «Ulala» 4. «Paper» 5. «Who's Next (Eng ver.)» 6. «Who's Next (Inst.)» | 63                      | - Південна Корея: 1,864 |
| «—» композиції що не потрапили у чарти у відповідному регіоні. | |                         |                         |

### Сингли
| Назва                                                          | Рік  | Пікові позиції у чартах | Пікові позиції у чартах | Альбом              |
| Назва                                                          | Рік  | KOR                     | JPN                     | Альбом              |
| -------------------------------------------------------------- | ---- | ----------------------- | ----------------------- | ------------------- |
| «Hit Ya!»                                                      | 2022 | —                       | —                       | Сингл без альбому   |
| «Gratata»                                                      | 2022 | —                       | —                       | Girl's Round Part.1 |
| «Burn with Love»                                               | 2022 | —                       | —                       | Girl's Round Part.1 |
| «Who's Next»                                                   | 2023 | —                       | 31                      | Girl's Round Part.2 |
| «—» композиції що не потрапили у чарти у відповідному регіоні. |      |                         |                         |                     |

## Відеографія

### Музичні кліпи
| Назва     | Рік  | Режисер(и) | Прим.  |
| --------- | ---- | ---------- | ------ |
| «Hit Ya!» | 2022 | Невідомий  | [ 28 ] |
| «Gratata» | 2022 | Невідомий  | [ 29 ] |

## Нагороди і номінації
| Нагорода                               | Рік  | Категорія                          | Номінант / робота | Результат    | Прим.  |
| -------------------------------------- | ---- | ---------------------------------- | ----------------- | ------------ | ------ |
| Asia Artist Awards                     | 2022 | Female Idol Popularity Award       | Lapillus          | Номінація    | [ 30 ] |
| Asia Artist Awards                     | 2022 | Focus Award – Music                | Lapillus          | Перемога     | [ 31 ] |
| Asia Artist Awards                     | 2023 | Popularity Award – Singer (Female) | Lapillus          | В очікуванні | [ 32 ] |
| Nickelodeon Mexico Kids' Choice Awards | 2023 | Favorite K-Pop Group               | Lapillus          | Номінація    | [ 33 ] |
| Seoul Music Awards                     | 2023 | New Wave Star Award                | Lapillus          | Перемога     | [ 34 ] |
| Seoul Music Awards                     | 2023 | K-wave Popularity Award            | Lapillus          | Номінація    | [ 35 ] |

## Амбасадорство
- Посол провінції Ілокос Сур на Філіппінах (2022)[36]

## Нотатки
1. ↑  «Hit Ya!» не потрапила у Gaon Digital Chart, але дебютувала на 121 місці у Download Chart[25].
2. ↑  Сингл «Gratata» не потрапив у Circle Digital Chart, але посів 100 місце у Circle Download Chart[26].
3. ↑  Сингл «Burn With Love» не потрапив у Circle Digital Chart, але посів 180 місце у Circle Download Chart[26].
4. ↑  Сингл «Who's Next» не потрапив у Circle Digital Chart, але посів 130 місце у Circle Download Chart[27].